# Флавий Дагалайф
Флавий Дагалайф (лат. Flavius Dagalaiphus) — восточноримский политический деятель середины V века.

## Биография
Его отцом был консул 434 года Ареобинд. Флавий Дагалайф был женат на Годистее, дочери Ардавура и внучке Аспара. В их браке родился сын, консул 506 года Флавий Ареобинд Дагалайф Ареобинд, супругой которого была Аникия Юлиана, дочь императора Олибрия. В 461 году Дагалайф занимал должность консула на Востоке с Флавием Северином. При императоре Василиске Дагалайф, упоминаемый в звании патрикия, принял в своём доме в Константинополе Даниила Столпника, чтобы позволить ему отдохнуть во время демонстраций против императора.